# 52. pehotna divizija (Avstro-Ogrska)
52. pehotna divizija (izvirno nemško 52. Infanterie-Division oz. nemško 52. Infanterietruppendivision) je bila pehotna divizija avstro-ogrske kopenske vojske, ki je bila aktivna med prvo svetovno vojno.

## Zgodovina
Med prvo svetovno vojno je bila divizija razpuščena v obdobju med januarjem 1915 in oktobrom 1917.

## Poveljstvo
Poveljniki 
- Franz Schreitter von Schwarzenfeld: oktober 1914 - januar 1915
- Heinrich Goiginger: oktober 1917 - maj 1918
- Rudolf Schamschula: maj - november 1918